# 中庄吊橋
中庄吊橋，位於臺灣桃園市大溪區之中庄調整池旁，近國道3號大溪交流道，跨越大漢溪。橋體為雙塔懸吊式吊橋，全長419公尺、寬度2.5公尺，串接大漢溪武嶺橋至鳶山堰河段，大幅降低大漢溪左右兩岸的交通時間，為全臺灣最長的懸索式吊橋。
橋上行人限制500人通行，西岸通往中庄調整池，東岸通往山豬湖生態親水園區。串聯石門水庫到淡水、八里65公里的自行車路網，縫合大漢溪自行車路網系統。

## 外部連結
- 桃園觀光導覽網：中庄吊橋 （页面存档备份，存于）